# 蒲谷千恵
吉田 千恵（よしだ ちえ、旧姓蒲谷、1986年8月15日 - ）は神奈川県出身の元バスケットボール選手である。ポジションはガードフォワード。元バスケットボール選手の蒲谷正之は実兄。

## 人物
金沢総合高校では3年時に全国高等学校バスケットボール選抜優勝大会（ウィンターカップ）初優勝に貢献しベスト5にも選ばれる。
2005年、富士通に入社。2012年引退。引退後は2019年から利府高校女子バスケットボール部のアシスタントコーチ、2021年から仙台89ERSバスケットボールスクールコーチを務める。

## 経歴
- 金沢総合高校 - 富士通（2005年〜2012年）